# 1E (Unternehmen)
1E ist ein Softwareunternehmen mit Sitz in Großbritannien und Vertretungen in London, New York, Paris, Frankfurt am Main und Noida. Das Unternehmen entwickelt automatisierte Softwarelösungen, mit denen Komplexität, Verwaltungskosten und Energieverbrauch geregelt werden. 1E hat Produkte entwickelt, mit denen der Energieverbrauch von IT-Hardware wie PCs, Monitoren und Servern gesenkt wird.

## Geschichte
1E wurde 1997 von den drei ehemaligen Microsoft-Auftragnehmern Sumir Karayi, Phil Wilcock und Mark Blackburn gegründet, die jeweils 600 Euro in die Gründung des Unternehmens investierten. Karayi verfügt inzwischen über den Großteil des Firmenbesitzes, nachdem er Wilcok und Blackburn ausgezahlt hat. Bis heute hat das Unternehmen in etwa 1400 Organisationen in 42 Ländern weltweit mehr als 16 Millionen Lizenzen installiert. Die Kunden vertreten den öffentlichen und privaten Sektor in aller Welt, darunter AT&T, Dell, HSBC, Arup, Nomura und die Ford Motor Company.
Der Firmenname wurde von einem Computerfehler abgeleitet. Auf manchen Computern mit Microsoft Windows als Betriebssystem erscheint bei einem Absturz ein blauer Bildschirm mit der Zeichenfolge 1E. Dieser Name wurde gewählt, weil die Firmengründer das Ziel verfolgten, große Unternehmen von einem solchen Ereignis zu verschonen.
Am 10. Dezember 2024 gab die TeamViewer SE die Übernahme von 1E bekannt. Zitat Teamviewer: „Der Unternehmenswert von 1E wird auf so genannter „cash and debt free“-Basis mit 720 Millionen US-Dollar beziffert. Der Abschluss der Transaktion wird nach der Erteilung aller erforderlichen behördlichen Genehmigungen für Anfang 2025 erwartet.“

## Produkte
1E entwickelt die folgenden Softwareprodukte für die Betriebssysteme Windows, Mac OS X und Linux:
- NightWatchman® Server Edition misst den Bedarf an elektrischer Energie von Servern und erkennt, welche Server ineffizient sind. Diese Lösung überwacht die Menge nützlicher Aktivität von physischen und virtuellen Servern und ermöglicht so die Stilllegung nicht verwendeter Server.[7][8]
- NightWatchman® Enterprise ist eine Lösung zum PC-Energiemanagement, die auf die 50 % aller PCs abzielt, die nachts oder an Wochenenden nicht ausgeschaltet werden und unnötig Strom benötigen.[9][10]
- WakeUp™ ist ein Produkt, das die Aktivierung über das LAN vornimmt, um PCs für Software-Updates einzuschalten.[11] WakeUp umfasst eine Software-Komponente für das iPad und das iPhone zur zentralen Verwaltung von WakeUps.
- Nomad Enterprise™ nutzt brachliegende Netzwerk-Bandbreite zur sicheren Durchführung von Upgrades am Betriebssystem, Softwarebereitstellungen und Patches auf Tausenden von Computern und Servern – tags oder nachts und ohne Unterbrechungen. Dadurch können Betriebssysteme, Softwareanwendungen und Updates an entfernte Niederlassungen ohne Server oder mit begrenzter Bandbreite verteilt werden und gleichzeitig Server- und Verwaltungskosten gespart werden.[12]
- Shopping™ ist der Appstore für die Unternehmen und ein Selbstbedienungs-Softwareportal, mit dem Anfragen, Genehmigungen und Bereitstellungen automatisiert werden können. Die Nutzer können benötigte Software und Dienste herunterladen. Dadurch ergeben sich weniger Softwareanfragen an den Helpdesk.[13]
- AppClarity™ ist eine Software Asset Management-Software, die nicht genutzte Software in Unternehmen aufspürt, potenzielle Einsparungen quantifiziert sowie nicht genutzte Lizenzen zurückfordert und wiederverwendet. Dadurch ist es möglich, nur Software zu verwenden (und zu bezahlen), die auch tatsächlich benötigt wird.

## Forschung
2009 gaben 1E und die Alliance to Save Energy eine unabhängige Forschung über das Bewusstsein und Verhalten von PC-Nutzern und Serveradministratoren in den größten Konzernen der Welt in Auftrag.
Der PC Energie Bericht ergab, dass fast die Hälfte aller beruflich genutzten PCs in den USA über Nacht regelmäßig nicht ausgeschaltet werden. Das bedeutet, dass etwa 108 Millionen PCs bei der Arbeit über Nacht eingeschaltet bleiben und unnötige Stromkosten in Höhe von 2,1 Milliarden Euro verursachen. Gleichzeitig werden etwa 20 Millionen Tonnen Kohlenstoffdioxid ausgestoßen, was der Umweltverschmutzung von ca. 4 Millionen Autos entspricht.
Aus dem Server Energy & Efficiency Report ist ersichtlich, dass ungenützte Server jährlich 18 Milliarden Euro an Hardware, Wartung, Verwaltung, Strom und Kühlung kosten. Etwa ein Sechstel dieser Server (15 %) erledigen überhaupt keine sinnvollen Aufgaben. Das Abschalten nicht produktiver Server könnte jährlich 2,8 Milliarden an Stromkosten sparen und den Ausstoß von 11,8 Millionen Tonnen Kohlendioxid (die von 2,1 Millionen Autos verursachte Menge) vermeiden.
2010 erteilte 1E Vanson Bourne den Auftrag, die Effizienz von Helpdesks zu ermitteln. Der Bericht dieses Forschungsauftrags verweist auf eine Reihe von Problemen für IT-Abteilungen. Für mehr als ein Drittel von Nutzern hat das Geld, das ihre IT-Abteilungen jährlich für sie ausgeben, kaum oder keinen Wert. Über 50 % der Nutzer müssen bei jeder ihrer Anfragen mindestens einmal nachhaken, um die von ihnen angeforderte Software wirklich zu erhalten, und mehr als zwei Drittel (68 %) der Nutzer sind der Meinung, dass sie selbst die benötigte Software schneller finden und installieren könnten als der IT-Helpdesk.
Aus dem 2011 mit Fast IiS, Opinion Matters und IAITAM veröffentlichten Software Effizienz-Bericht geht hervor, dass es allein in Großbritannien nicht genutzte Software und Shelfware im Wert von 2 Milliarden Euro gibt. 47 % der Befragten gaben an, dass ihr Unternehmen nach wie vor Tabellenkalkulationen zur Auflistung von Softwarelizenzen verwendet. 6 % verwenden nach wie vor ein Verwaltungssystem auf Papierbasis und erstaunliche 16 % verwenden weder elektronische noch Papierformate.

## Mitbewerber
Eine Reihe von Mitbewerbern bieten ähnliche Softwareprodukte zum PC-Energiemanagement an wie 1E. Hierzu zählen Data Synergy PowerMAN (Software), Verdiem SURVEYOR und Faronics Power Save.

## Auszeichnungen
- NightWatchman Server Edition erhielt den Green IT award in der Kategorie Product of the Year[23]
- NightWatchman Enterprise erreichte in der Minister of Energy Category bei den Green IT 2011 Awards den zweiten Platz.
- 1E rangiert auf der International Track 2010-Liste der Sunday Times unter den besten Firmen in privater Hand.[24]
- 1E wurde bei den Microsoft Partner Awards als ISV/Software Solutions Innovation Partner of the Year ausgezeichnet.[25]
- 1E erhielt auf der Green IT Expo 2008 den Green Supplier Award.[26]
- NightWatchman erhielt 2007 von CNET Networks UK Business Technology die Auszeichnung „Enterprise Software Product of the Year“.[27]